# Tyra Banks
Tyra Lynne Banks (/'tairə 'bæɳks/, sinh ngày 04 tháng 12 năm 1973) là một người mẫu Mỹ gốc Phi nổi tiếng với loạt chương trình truyền hình thực tế America's Next Top Model. Cô cũng là người chiến thắng giải Emmy cho chương trình talk show. Tyra cũng nổi danh trong các nghề nghiệp khác như diễn viên điện ảnh, ca sĩ, doanh nhân. Cô còn là một cựu thần tượng tuổi teen (lứa tuổi từ 13 đến 19) của Mỹ. Cô đã từng là người mẫu của các sàn diễn thời trang hàng đầu thế giới như Paris, Milan, London, Tokyo và New York, nhưng chính vai trò người dẫn chương trình truyền hình đã làm bùng nổ tên tuổi và thương hiệu riêng của Tyra. Khi nhắc đến cô, mọi người đều nghĩ ngay đến vai trò một nhà sản xuất và giám khảo khó tính của chương trình truyền hình thực tế đào tạo người mẫu America's Next Top Model; một người dẫn chương trình thắng giải Daytime Emmy Award với chương trình The Tyra Banks Show. Tyra thực sự là một trong bốn người phụ nữ Mỹ gốc Phi và một trong bảy người phụ nữ quyền lực nhất nước Mỹ.

## Thuở nhỏ
Tyra Banks sinh tại Los Angeles, California, là con gái của Carolyn London - một quản lý thời trang và phóng viên ảnh của NASA - với Donald Banks, một chuyên viên máy tính. Đôi vợ chồng trên ly dị năm 1980, khi đó Tyra chỉ mới lên sáu, tuy vậy nhưng quan hệ gia đình của Tyra vẫn rất yên bình. Cô rất thân với anh trai mình Devin Banks (sinh năm 1968). Sau đó, mẹ Carolyn tái giá với Clifford Johnson. Rồi Tyra chuyển tới Inglewood, California sinh sống, cô đã tốt nghiệp trung học Immaculate Heart (Los Angeles) năm 1991. Từ năm lớp 11, cô đã bước những sải chân đầu tiên trên sàn diễn thời trang.

## Nghề nghiệp

### Người mẫu
Trong tuần lễ thời trang đầu tiên ở Paris, Tyra Banks đã mê hoặc hầu như tất cả nhà thiết kế bằng phong cách rất riêng của mình trên sàn diễn, và ngay sau đó Tyra được mời trình diễn cho 25 sô diễn thời trang. Cô còn nhận các hợp đồng quảng cáo và hợp đồng trình diễn thời trang cho các thương hiệu khổng lồ trên thị trường như: Anna Sui, bia Coors Light, mỹ phẩm CoverGirl, Badgley Mischka; nhà thiết kế thời trang Bill Blass, Cynthia Rowley, thương hiệu Chanel, Christian Dior, Dolce & Gabbana, Tommy Hilfiger, đồ lót Victoria's Secret, Yves Saint-Laurent (YSL), Donna Karan, Gemma Kahng, H&M, Isaac Mizrahi, Maria Snyder, chuỗi cửa hàng thức ăn nhanh McDonald's, công ty quản lý người mẫu Aislinn Dubois, Michael Kors, Quảng cáo cho chiến dịch Khát sữa?, Nicole Miller, thương hiệu thể thao Nike, Oscar de la Renta, nước giải khát Pepsi, Perry Ellis, Randy Kemper, nhà thiết kế Richard Tyler, Rifat Ozbek, đồng hồ Swatch và Todd Oldham. Từng xuất hiện trên các tạp chí thời trang như: Vogue, Harper's Bazaar, Cosmopolitan, và tạp chí Elle.
Tyra là người phụ nữ Phi Mỹ đầu tiên xuất hiện trên trang bìa của tạp chí thời trang dành cho đàn ôngGQ và đồ tắm Sports Illustrated Swimsuit Issue. Năm 1997, cô nhận giải thưởng Siêu mẫu của năm do kênh truyền hình VH1 tổ chức. Cũng trong năm này, cô được chọn làm gương mặt trang bìa của catalog Victoria's Secret catalog.
tháng 5 2005, Tyra Banks từ giã sự nghiệp người mẫu để tập trung cho loạt chương trình truyền hình mình đang tạo dựng. . Tyra được đánh giá là một trong những hình tượng người mẫu, ngang hàng với Naomi Campbell, Cindy Crawford, Jennifer Driver, Eva Herzigova, Iman, Elle Macpherson, Kate Moss, Shana Phipps, Claudia Schiffer, Stephanie Seymour và Amber Smith.

### Chuyển sang lĩnh vực truyền hình và điện ảnh
Tyra Banks bắt đầu sự nghiệp truyền hình với một vai nhỏ trong phần bốn bộ phim truyền hình The Fresh Prince of Bel-Air, đóng vai bạn của nhân vật chính Will (do Jackie Ames thủ diễn. Những bộ phim khác có sự tham gia của Tyra là Felicity, MADtv, Nick Cannon's Wild 'N Out, Coyote Ugly, chương trình The Price Is Right và lồng tiếng cho một tập của chương trình talk show (dạng hoạt hình) Space Ghost Coast to Coast .
Hiện tại, Tyra đang sản xuất, làm người dẫn chương trình và giám khảo chính của chương trình America's Next Top Model. Ngoài ra, cô cũng dẫn chương trình The Tyra Banks Show, một chương trình talkshow phát hằng ngày nhắm đến phục vụ cho các phụ nữ trẻ. Chương trình xoay quanh phỏng vấn những nhân vật nổi tiếng đan xen với những câu chuyện xảy ra trong cuộc sống đời thường của mọi người, gần giống phần định dạng (format) của chương trình The Oprah Winfrey Show. Với biểu ngữ "Bên trong mỗi người phụ nữ là một câu chuyện riêng...và Tyra cũng vậy.", Tyra đã quảng bá cho loạt chương trình của mình bằng một chuỗi phim gợi lại tuổi thơ của cô cho mọi người xem. Nhiều tập phim còn giúp phụ nữ giải quyết những vướng mắc trong cuộc sống hằng ngày. Hai mùa tiên, chương trình ghi hình tại quê hương Los Angeles của cô, nhưng từ mùa thu 2007, chương trình ghi hình tại thành phố New York. Năm 2008, Tyra Banks giành được giải thưởng Daytime Emmy.
Cuối tháng 1 2008, Tyra Banks chú tâm phát triển thêm cho hệ thống chương trình ANTM, trên kênh The CW, để xây dựng thêm một thương hiệu truyền hình thực tế mới dựa trên các tạp chí thời trang.
Năm 1994, cô đóng vở kịch Higher Learning. Rồi tiếp tục đóng chung với Lindsay Lohan trong phim Life-Size của Disney,. Những phim khác gây được sự chú ý là Love Stinks (1999), Coyote Ugly (2000) và Halloween: Resurrection (2002).

### Âm nhạc
Tyra được mời trong nhiều clip ca nhạc của Michael Jackson bài "Black or White," Tina Turner với bài "Love Thing", Mobb Deep với "Trife Life" và George Michael với bài "Too Funky" (cùng cựu người mẫu Linda Evangelista). Năm 2004, cô ghi âm bài hát đầu tiên, "Shake Ya Body", quay cùng tốp 6 thí sinh củaAmerica's Next Top Model, Mùa thi 2.(Clip nhạc) Công chiếu toàn thế giới trên kênh UPN, nhưng với bài hát này đã không mang lại thành công cho Tyra (có thể nói là thất bại thảm hại). Cô tuyên bố trước các thí sinh của chương trình ANTM rằng: "Ca hát là niềm đam mê của tôi từ rất, rất lâu rồi...6 năm phí phạm - né tránh các hãng ghi âm", nhưng trong chương trình talk show cô lại nói, "Tôi không ngờ mình lại có thể lãng phí 6 năm để hoàn thành công việc tôi chưa xong...Tôi gần như đã phát hành được album riêng mang tên 'T.Y.R.A' nhưng sự thực là âm nhạc đã vắt kiệt sức tôi, nên tôi quyết định từ bỏ dự định".
Dù bài hát "Shake Ya Body" là một thất bại nặng nề với cô, nhưng năm 2004 nhà ghi âm Darkchild vẫn phát biểu với tạp chí JET rằng Tyra "vẫn đủ tài năng thiên phú để hoàn tất dự án...Cô ấy đang miệt mài làm việc trong studio mọi lúc có thể. Nhiều người còn cho rằng cô ta tham vọng trở thành diva của phòng thu, vì làm việc 3-4 giờ liền không ngơi nghỉ. Nếu bạn gặp Tyra, bạn phải bắt cô ta dừng việc ngay, hoặc bạn phải ngồi yên ngơ ngác xem cô ta làm việc". Jerkins nói về giọng hát của Tyra, '"Mọi người sẽ bị sốc khi nghe những giai điệu đó. Cô ta hát được đấy chứ, đâu chỉ hát-đẹp, giọng hát rất đặc biệt là sự hoà trộn giữ giọng Soprano (nữ cao) với giọng Alto (cao và trầm). Tôi thách thức giọng ca ấy. Tôi đã nâng cô ấy lên, tuy chưa cao lắm. Tôi đưa cô ấy lên với những bài hát phù hợp chất giọng riêng."
Album "K.O.B.E." là sản phẩm hợp tác của cô và cầu thủ bóng rổ NBA Kobe Bryant, đã từng chiếu trên kênh truyền hình NBA TV và được chọn làm nhạc phim Life-Size called "Be A Star" của Disney. Cô cũng tạo được ấn tượng với nhạc nền của chương trình America's Next Top Model

## Đời tư
Tyra Banks hiện đang sống tại thành phố New York.

## Sự nghiệp điện ảnh
| Năm  | Tựa phim                  | Phân vai                         | Ghi chú    |
| ---- | ------------------------- | -------------------------------- | ---------- |
| 1995 | Higher Learning           | Deja                             |            |
| 1999 | Love Stinks               | Holly Garnett                    |            |
| 2000 | Coyote Ugly               | Zoë                              |            |
| 2000 | Life-Size                 | Eve Doll                         | TV         |
| 2000 | Love & Basketball         | Kyra Kessler                     |            |
| 2002 | Halloween: Resurrection   | Nora Winston                     |            |
| 2002 | Eight Crazy Nights        | Giáo sư bí mật của Victoria      | Lồng tiếng |
| 2007 | Mr Woodcock               | Vai cùng tên                     | Vai phụ    |
| 2008 | Hannah Montana: The Movie | Người phụ nữ trong cửa hàng giày | Khách mời  |
| 2008 | Tropic Thunder            | Vai cùng tên                     | Vai phụ    |

## Chương trình truyền hình
| Năm           | Tên chương trình            | Phân vai                                | Ghi chú" |
| ------------- | --------------------------- | --------------------------------------- | --- |
| 1993          | The Fresh Prince of Bel-Air | Jackie Ames                             | Phim nhiều tập - Where There's a Will, There's a Way: Phần 1 - All Guts, No Glory - Father of the Year - Blood Is Thicker Than Mud - Fresh Prince After Dark - Take My Cousin... Please - You've Got to Be a Football Hero - Hubris - Outrage - just shoot me |
| 1999          | Felicity                    | Jane Scott                              | Phim nhiều tập - A Good Egg - Kissing Mr. Covington - One Ball, Two Strikes |
| 2000          | Mad TV                      | Katisha Latisha Parisha Farisha Johnson | Phim nhiều tập - Tập #5.25 - Tập #5.17 |
| 2000          | Life-Size (phim)            | Eve                                     | làm theo phim truyền hình |
| 2003-2015     | America's Next Top Model    | Dẫn chương trình, nhà sản xuất          | Thể loại: Truyền hình thực tế (Tyra là người sáng lập, giám khảo chính và dẫn chương trình).Đến năm 2016 cô nhường lại vị trí dẫn chương trình cho Rita Ora                                                                                                   |
| 2004          | American Dreams             | Carolyn Gill                            | Phim nhiều tập - Chasing the Past |
| 2004          | All of Us                   | Roni                                    | Phim nhiều tập - O Brother, Where Art Thou? |
| 2005-hiện tại | The Tyra Banks Show         | Dẫn chương trình                        | Talk Show |